# Bahram III.
Bahram III. (također Vahram ili Varahran) bio je godine 293. četiri mjeseca Veliki kralj Perzije. 
Zavladao je nakon smrti svoga oca Bahrama II., no veliki dio plemstva odbio je zakleti mu se na vjernost nego su poduprli Bahramova rođaka Narseha, koji je vladao u Armeniji. Narseh je vojno pobijedio Bahrama i zavladao dok je Bahramova daljnja sudbina nepoznata.